# Universidade Sport Club
Le Canoas Sport Club (ex-Sport Club Ulbra et Universidade Sport Club, Ulbra signifiant Universidade Luterana do Brasil) est un club brésilien de football basé à Canoas dans l'État du Rio Grande do Sul.

## Palmarès
- Championnat du Rio Grande do Sul : 
  - Vice-champion : 2004

- Championnat du Rio Grande do Sul de deuxième division : 
  - Champion : 2003

- Coupe FGF : 
  - Finaliste : 2005, 2006

## Futsal

### Histoire
Entre 1995 et 1998, l'Universidade Luterana do Brasil (ULBra) est en partenariat avec le Sport Club Internacional avant que son club de football soit fondé.

### Palmarès
Ulbra remporte le Championnat du Brésil de futsal en 1998, 2002 et 2003.
À la suite de son premier titre national, l'Ulbra est invité à la Coupe intercontinentale 1999 pour affronter le champion d'Europe en titre, le Dina Moscou chez lui, à Moscou, au Palais des sports Loujniki. Les Brésiliens remportent la compétition au meilleur des trois matchs. L'année suivante, l'Ulbra termine dernier de la Coupe intercontinentale disputée en un seul groupe de quatre équipes. Emmenés par Lenísio (it) et le gardien de but Rogério, tous deux élus meilleurs joueurs à leur poste, les Brésiliens prennent leur revanche dès 2001 en remportant les trois matchs pour le titre intercontinental. Alors que l'Ulbra renoue avec le titre nationale en 2002 et 2003, la Coupe intercontinentale n'a plus lieu.

### Personnalités
José Alesio da Silva dit Alesio revient au Brésil en 1998, à l'Inter Ulbra Porto Alegre, avec qui il remporte le titre de champion national et régional, puis la Coupe intercontinentale 1999. Au milieu des années 2000, Alesio passe à Ulbra en tant que joueur-entraîneur.
Manoel Tobias, meilleur joueur du monde au début des années 2000, passe à l'Inter/Ulbra en 1996-97 puis à l'Ulbra en 2007.